# Thomas Burgess
Thomas William Burgess (Rotherham, South Yorkshire, Anglaterra, 15 de juny de 1872 - París, 5 de juliol de 1950) va ser un waterpolista i nedador anglès que va competir a cavall del segle xix i el segle xx. El 6 de setembre de 1911 fou la segona persona en completar satisfactòriament la travessia del Canal de la Mànega, en el que era el seu catorzè intent, després que Matthew Webb ho aconseguís el 1875.
Burgess es traslladà a França el 1889, i allà passà la resta de la seva vida. El 1900 va prendre part en els Jocs Olímpics de París, on va guanyar la medalla de bronze en la competició de waterpolo, tot formant part del Libellule de Paris. Alhora disputà tres proves del programa de natació, els 1000 i 4000 metres lliures i els 200 metres esquena. En totes tres curses arribà a la final, quedant quart en els 4000 metres, cinquè en els 200 esquena i no podent finalitzar la final dels 1000 metres.